# هاربر ريد
هاربر ريد (بالإنجليزية: Harper Reed)‏ هو مهندس أمريكي، ولد في 21 مارس 1978 في غريلي في الولايات المتحدة.